# 劉福 (探長)
劉福（1902年－1968年），生於廣東東莞，香港警界人物，曾任九龍區總探長、全港總華探長。

## 簡歷
劉福為四、五十年代香港警隊東莞幫的老前輩, 於1949年升任九龍區總華探長, 1951年接替姚木升任總理全香港、九龍及新界的刑事偵緝工作的總華探長。 他曾駐守油麻地警署，香港幫會聯公樂創始人劉榮駒和前南華足球隊守門員劉建中均為其侄兒。
據說是由劉福發起在警署內供奉關羽神像之行動自此香港警界才視關公為守護神。
劉福曾在上環三角碼頭扮苦力查案, 與一群東莞同鄉談得來, 並結成朋友。破案後, 劉福的身份曝光。其後, 東莞籍苦力與潮汕籍苦力在三角碼頭時因爭取利益發生打鬥, 並鬧上差館。東莞籍苦力因有劉福關照, 往往佔了上風。東莞籍苦力有了劉福這個靠山後, 便開始持勢橫行, 成立東福和黑社會；而潮汕籍苦力則組成福義興自保。東福和由爭奪三角碼頭利益, 擴展到開煙格、賭檔、妓寨。劉福退休後, 福義興得到潮汕同鄉呂樂探長的支持，勢力壓倒東福和。

## 外部連結
- 廉政公署 - 探長貪污案（页面存档备份，存于）